# Nim

Esempio di situazione di partenza

Il nim è un gioco per due giocatori.

## Regole
Si parte con una serie di pile contenenti un certo numero di elementi (il numero delle pile e degli elementi di ciascuna pila sono concordati a piacere tra i giocatori all'inizio della partita).
I giocatori, a turno, tolgono da una qualsiasi pila un numero d'elementi a piacere, da uno a tutti, ma senza modificare le altre pile.
Vince chi toglie l'ultimo elemento presente sul campo di gara. Non è possibile passare (saltare la mossa).
Esiste anche una variante chiamata Marienbad, dal film L'anno scorso a Marienbad di Alain Resnais, nel quale veniva giocata dal protagonista. In questa variante chi toglie l'ultimo elemento perde.

## Strategia
Il nim è divenuto piuttosto famoso perché ha una strategia di vittoria semplice (ha classe di complessità L), facilmente utilizzabile come esempio in teoria dei giochi.
La strategia si basa sul calcolo binario, e precisamente su una particolare addizione per cifre della rappresentazione binaria del numero di elementi nelle pile: essa viene svolta come una normale somma (ma nel sistema binario, dove per es. 102 + 112 = 1012) ma tralasciando i riporti. Questo tipo di somma, considerando i numeri cifra per cifra, corrisponde alla disgiunzione esclusiva, o all'addizione nel campo finito {\displaystyle \mathbb {F} _{2}}. In teoria dei giochi, proprio per il suo uso in questa strategia, viene anche detta somma nim. Questa caratteristica fece si che, già nel 1951, la ditta inglese Ferranti  riuscisse a presentare il Nimrod, uno dei primissimi dispositivi elettronici programmati per giocare.
Esempio
```
  1010011
+ 0100110
  _______

= 1110101
```

La strategia del gioco si basa sulla distinzione tra posizioni (o configurazioni) sicure e insicure. Una configurazione si dice sicura se la somma nim delle rappresentazioni binarie degli elementi delle pile dà 0; altrimenti si dice insicura. La strategia vincente consiste nel lasciare all'avversario, ad ogni mossa, una configurazione sicura. È sempre possibile raggiungere una posizione sicura a partire da una insicura (e viceversa), mentre è impossibile ottenere una posizione sicura partendo da una configurazione sicura.

### Esempi

#### Posizione
```
Pila 1: 3 elementi       o o o
Pila 2: 4 elementi      o o o o
Pila 3: 5 elementi     o o o o o

 

3
10
 = 011
2

4
10
 = 100
2

5
10
 = 101
2

 

  0 1 1
+ 1 0 0
+ 1 0 1
-------
  0 1 0

 
```

La somma non dà zero, quindi la posizione è insicura.

#### Mossa
Una mossa vincente deve portare la somma nim a zero. Questo si può fare modificando il primo addendo in modo da "cancellare" l'1 del secondo posto. In pratica, si porta la pila 1 da 3 elementi a 1:
```
Pila 1: 1 elemento         o
Pila 2: 4 elementi      o o o o
Pila 3: 5 elementi     o o o o o

 

1
10
 = 001
2

4
10
 = 100
2

5
10
 = 101
2

 

   0 0 1
+  1 0 0
+  1 0 1
--------
   0 0 0

 
```

La posizione è ora sicura. L'avversario, adesso, non potrà in nessun modo muovere senza incappare in una posizione insicura.